# Ministère algérien
En Algérie, un ministère est une organisation publique de l’État, chargée de mettre en œuvre une politique dans un thème précis (éducation, défense, agriculture…). Le ministre, membre du Gouvernement et nommé par le président de la République, dirige le ministère ; il est assisté par un cabinet et a autorité sur les administrations de l’État de son secteur.

## Liste des ministères
La liste est celle à jour au 21 mai 2023.
- Ministère de la Défense
- Ministère de l’Intérieur, des Collectivités locales et de l'Aménagement du territoire
- Ministère des Affaires étrangères et de la Communauté nationale à l'étranger
- Ministère de la Justice
- Ministère de la Santé
- Ministère des Finances
- Ministère des Affaires religieuses et des Wakfs
- Ministère de l’Enseignement supérieur et de la Recherche scientifique
- Ministère de l'Économie de la connaissance, des Start-up et des Micro-entreprises
- Ministère de la Culture et des Arts
- Ministère de la Poste et des Télécommunications
- Ministère de l’Industrie et de la Production pharmaceutique
- Ministère de l’Agriculture et du Développement rural
- Ministère de l'Habitat, de l’Urbanisme et de la Ville
- Ministère de la Communication
- Ministère des Travaux publics et des Infrastructures de base[1]
- Ministère de la Numérisation et des Statistiques
- Ministère des Transports
- Ministère de Tourisme et de l'Artisanat
- Ministère du Travail, de l'Emploi et de la Sécurité sociale
- Ministère de la Pêche et des Productions halieutiques
- Ministère du Commerce et de la Promotion des exportations
- Ministère de l’Environnement et des Énergies renouvelables
- Ministère de la Formation et de l’Enseignement professionnels
- Ministère de l’Éducation
- Ministère de l’Énergie et des Mines
- Ministère des Ressources en eau
- Ministère des Relations avec le Parlement
- Ministère de l'Hydraulique
- Ministère des Moudjahidine et des Ayants-droit
- Ministère de la Jeunesse et des Sports
- Ministère de la Solidarité nationale, de la Famille et de la Condition de la femme